# Laurentius Torrentinus
Laurentius Torrentinus, ook genoemd Lorenzo Torrentino (Gemert, circa 1499 - Florence (Italië), 2 februari 1563) was de gelatiniseerde naam van Laurens van den Bleeck. Hij was een voornaam boekdrukker en uitgever te Florence en in dienst van Cosimo I de' Medici, groothertog van Toscane.
Torrentinus werd vermoedelijk geboren in de ouderlijke boerderij de Vogelsanck aan de beek Rips in Gemert. Hij was de zoon van Lenart van den Bleeck en Luytje Michiels. Vanaf 1532 woonde hij vermoedelijk in Bologna, waar hij met zijn Nederlandse vriend Arnoldus Arlenius Peraxylus een boekhandel runde. In 1547 opende Torrentinus in Florence zijn hertogelijke boekdrukkerij. Hij runde deze zaak tot zijn dood in 1563. De drukkerij werd daarna voortgezet door zijn weduwe en kinderen en sloot in 1570 de deuren.
Torrentinus trouwde op 14 juli 1543 met Nicolosia de Amicis, afkomstig uit Bologna. Zij kregen drie kinderen: Virginia, Bartholomea en Leonardus. Na de dood van Nicolosia hertrouwde Torrentinus op 19 september 1558 met Lucretia Albertinelli, een weduwe uit Florence. Zij kregen twee zonen: Romolo en Bonaventura. Of zijn kinderen ook weer voor nageslacht zorgden, is onbekend. Nageslacht van Laurens' zussen woont nog altijd in zijn geboortestreek.